# Vincenzo Panormo
Vincenzo Panormo, geboren Vincenzo Trusiano (Monreale, circa 1734 – Londen, 1813), was een luthier uit het koninkrijk Sicilië. 
Zijn technieken hebben de Britse vioolbouw beïnvloed tot ver in de 19e eeuw: hij emigreerde immers naar Londen op een moment waarin er groeiende interesse was om Italiaanse violen te horen, en dit naar aanleiding van de concertreis van de Italiaanse violist Giovanni Battista Viotti.

## Levensloop

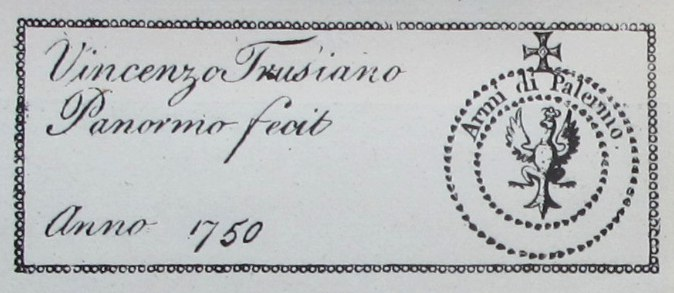
Vignet van Vincenzo Trusiano Panormo

Hij werd geboren in Monreale, een stad op Sicilië nabij Palermo. Bij zijn vader Gaspare Trusiano en zijn familie van schrijnwerkers leerde hij vioolbouw. Circa 1759 emigreerde hij naar Napels, hoofdstad van het koninkrijk Napels. Hij veranderde zijn naam van Trusiano naar Panormo, dat de Latijnse naam voor Palermo is. Hij maakte er luiten, violen en houtblazers. Dit laatste instrument maakte hij enkel in Napels nog, later niet meer. Hij werkte in Napels tot 1770, met een interval van een jaar in Rome (1763). Het was een periode van zware hongersnood in Napels.
Circa 1770 reisde Panormo en zijn gezin via Marseille naar Parijs. Hij installeerde zijn atelier in de Faubourg St. Antoine te midden van schrijnwerkers. Mogelijks ontstemd over tegenwerking reisde het gezin Panormo in 1772 door naar Londen. Hij had een atelier tot 1779. Londen kende een opleving van de theater- en concertwereld. Zijn atelier heette Panormo’s Music Shop gelegen in Soho.
Circa 1779 keerde Panormo terug naar Parijs. Londen kende een antikatholiek sentiment naar aanleiding van rechten toegekend aan katholieken in Engeland via de Catholic Relief Act in 1778. Panormo verliet derhalve Londen. Hij werkte een tiental jaar in Parijs, tot de Franse Revolutie uitbrak (1789); de vraag naar vioolbouwers stortte in.
Vandaar werkte Panormo opnieuw in Londen, en dit in de periode 1790-1797. De verkoop van violen nam toe en Panormo profiteerde van de toenemende vraag. De vraag rees ten gevolge van de concerten in Londen gegeven door Giovanni Battista Viotti, een Italiaans violist en concertdirecteur. Panormo werkte samen met de muziekwinkel van John Betts in Londen; deze maakte ook gebruik van Panormo's kennis van Frans en Italiaans. De zonen van Panormo hielpen mee in het atelier. Hun type viool kwam het meest overeen met deze van de vioolbouwers Amati in Cremona, alhoewel Panormo nooit bij de Amati’s heeft gewerkt. 
Na een verblijf in Dublin en Cork in de jaren 1797-1800 keerde Panormo definitief terug naar Londen. Hij had intussen een stevige reputatie opgebouwd als vioolbouwer. Engelse vioolbouwers verlieten het tot dan toe geproduceerde model, namelijk een Stainer, genoemd naar de Oostenrijkse vioolbouwer Jacobus Stainer. Ze verkozen het Italiaanse model van Panormo.
Na zijn dood zetten de zonen Joseph, George en Louis de vioolbouw verder in Engeland.

## Trivia
- Koningin Elisabethwedstrijd voor viool in 2015, Brussel. Tijdens de wedstrijdfinale brak Tobias Feldman een snaar in zijn Stradivarius. De concertmeester stopte hem een Panormo toe uit het jaar 1791.